# Сусуев, Никита Сергеевич
Ники́та Сергеевич Сусу́ев (род. 6 февраля 2005, Москва) — российский хоккеист, нападающий.

## Карьера
Воспитанником хоккейных школ «Янтарь» и СДЮШОР ЦСКА. Летом 2022 года прошёл просмотр в системе московского «Спартака» и подписал трёхсторонний контракт, позволяющий выступать как за основную и молодёжную команду, так и в составе фарм-клуба «Химик». В ноября 2022 года Сусуева стали привлекать к играм в КХЛ. Дебют состоялся 11 ноября 2022 года в матче против ЦСКА. 27 ноября, в гостевом матче против челябинского «Трактора», в возрасте 17 лет и 294 дней, он оформил первый в карьере дубль на взрослом уровне, став автором самого молодого гола «Спартака» в КХЛ и первым хоккеистом 2005 года рождения в лиге, которому удалось отличиться в официальных матчах. 5 декабря 2024 года был арендован «Адмиралом». До конца сезона провёл 7 матчей в КХЛ, два — в ВХЛ за «Динамо-Алтай» и 9 — за «Тайфун» в МХЛ.